# Pequín (Barcelona)

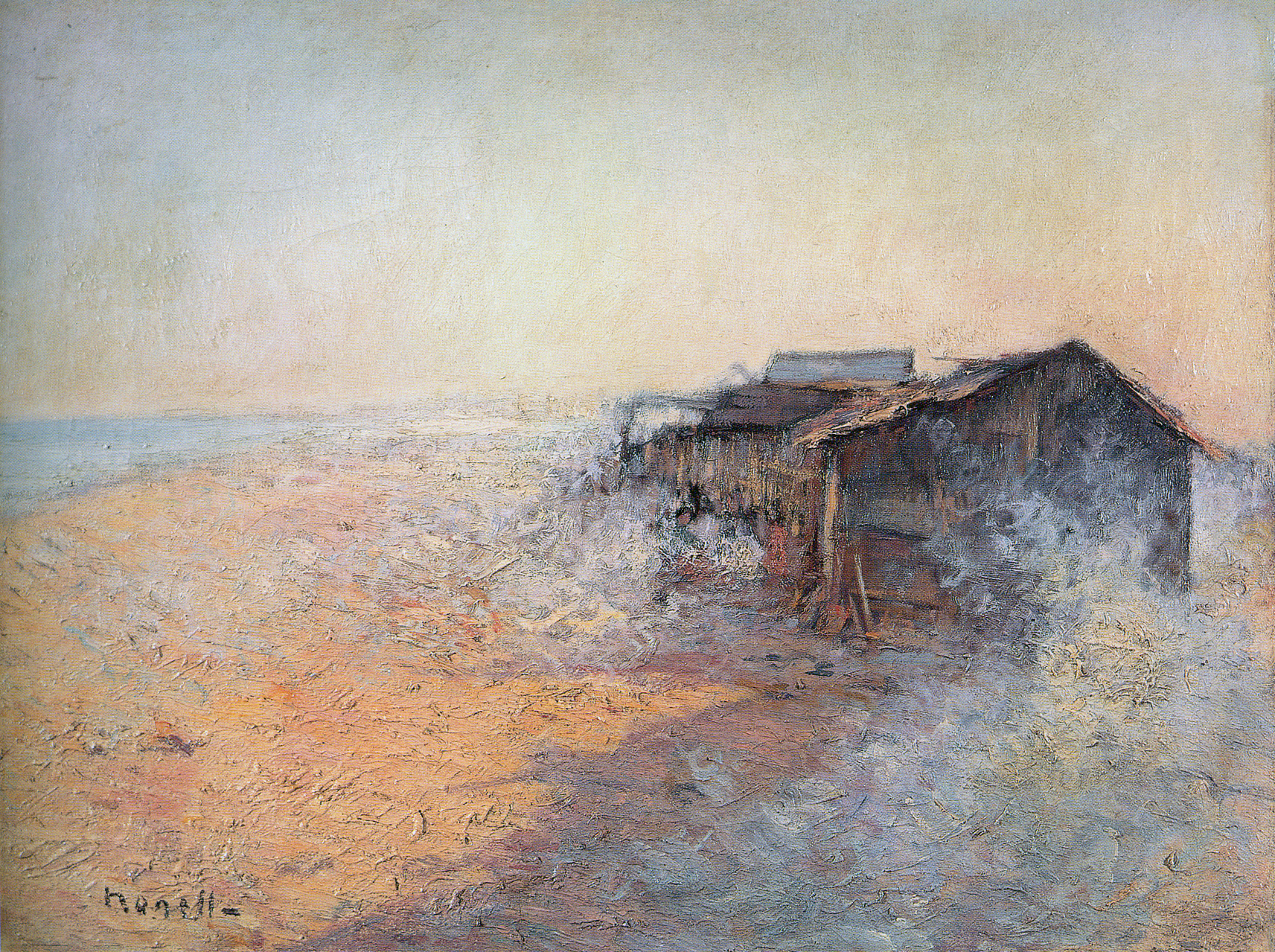
La playa de Pequín pintada por Isidro Nonell a principios del.

Pequín fue un antiguo barrio de barracas de Barcelona (España). Estaba situado cerca del mar, al lado del Campo de la Bota y del Parapeto de San Adrián de Besós, donde ahora está el Fórum Universal de las Culturas.

## Historia

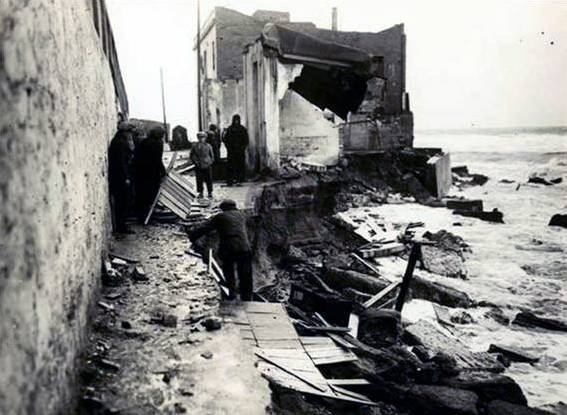
El barrio de Pequín en 1932.

El barrio fue fundado en 1870 por parte de pescadores llegados de las Islas Filipinas, pero fue arrasado en los años 20 por un temporal. Sin embargo, a finales de esa década y principios de la siguiente fue repoblado de nuevo con barracas de migrados de otras regiones españolas, que habían llegado a Barcelona para participar en la construcción de la Exposición Internacional de Barcelona de 1929. Durante la posguerra y, especialmente, los años 60 fue aumentando la población residente en él hasta alcanzar en 1970 los cuatro mil habitantes y unas 800 barracas. Posteriormente, las barracas se derribaron y la población fue trasladada al barrio de La Mina de San Adrián de Besós.